# Itamintho erro
Itamintho erro är en tvåvingeart som beskrevs av Townsend 1931. Itamintho erro ingår i släktet Itamintho och familjen parasitflugor. Inga underarter finns listade i Catalogue of Life.